# Aulacephala maculithorax
Aulacephala maculithorax là một loài ruồi trong họ Tachinidae.